# اویسکیرشن
اویسکیرشن (به آلمانی: ائوسکیرش) یک شهر در آلمان است که در اویسکیرشن واقع شده‌است.

## خصوصیات
اویسکیرشن ۵۵٬۲۳۵ نفر جمعیت دارد.

## خواهرخوانده
شهرهای شارلویل-مزیر و Basingstoke and Deane خواهرخوانده‌های اویسکیرشن هستند.